# Jeux méditerranéens de 2005
Navigation
Tunis 2001 Pescara 2009
La quinzième édition des Jeux méditerranéens s'est tenue du 24 juin au 3 juillet 2005 à Almería, en Espagne. 21 nations bordant la mer Méditerranée ont participé à 27 disciplines issues de 25 sports. L'Italie et la France terminent en tête du classement par pays avec 153 podiums chacune, l'Italie devançant cependant la France au nombre de médailles d'or. Pour préparer ces Jeux, est organisée en 2003 une Coupe de la Méditerranée juniors.

## Nations participantes
- Algérie
- Albanie
- Bosnie-Herzégovine
- Croatie
- Chypre
- Égypte
- Espagne
- France
- Grèce
- Italie
- Liban
- Libye
- Malte
- Monaco
- Maroc
- Saint-Marin
- Serbie-et-Monténégro
- Slovénie
- Syrie
- Tunisie
- Turquie

## Sports
| - Athlétisme - Aviron - Basket-ball - Beach-volley - Boules - Boxe - Canoë-kayak - Cyclisme - Équitation | - Escrime - Football - Golf - Gymnastique - Haltérophilie - Handball - Judo - Karaté - Lutte | - Natation - Tennis - Tennis de table - Tir - Tir à l'arc - Voile - Volley-ball masculin féminin - Water polo |

## Tableau des médailles
| Rang | Nation               | Or | Argent | Bronze | Total |
| ---- | -------------------- | -- | ------ | ------ | ----- |
| 1er  | Italie               | 57 | 40     | 56     | 153   |
| 2e   | France               | 56 | 51     | 46     | 153   |
| 3e   | Espagne              | 45 | 59     | 48     | 152   |
| 4e   | Turquie              | 20 | 24     | 29     | 73    |
| 5e   | Égypte               | 15 | 10     | 18     | 43    |
| 6e   | Grèce                | 13 | 15     | 31     | 59    |
| 7e   | Tunisie              | 13 | 7      | 15     | 35    |
| 8e   | Slovénie             | 10 | 8      | 18     | 36    |
| 9e   | Algérie              | 9  | 5      | 11     | 25    |
| 10e  | Serbie-et-Monténégro | 8  | 9      | 14     | 31    |
| 11e  | Croatie              | 5  | 10     | 11     | 26    |
| 12e  | Maroc                | 3  | 6      | 3      | 12    |
| 13e  | Syrie                | 1  | 5      | 5      | 11    |
| 14e  | Chypre               | 1  | 4      | 2      | 7     |
| 15e  | Bosnie-Herzégovine   | 1  | 2      | 3      | 6     |
| 16e  | Libye                | 1  | 0      | 1      | 2     |
| 17e  | Albanie              | 0  | 2      | 4      | 6     |
| 18e  | Saint-Marin          | 0  | 1      | 0      | 1     |
| 19e  | Malte                | 0  | 0      | 1      | 1     |

## Cérémonies
La cérémonie d'ouverture s'est tenue le 24 juin et était organisée par La Fura dels Baus. Le spectacle s'intitulait Al-Mariyat Bayyana (Le miroir de la baie, nom arabe d'Almería) et était une représentation des diverses cultures qui ont été présentes à Alméria au cours de son histoire et l'ont imprégnée. Le spectacle faisait référence au fait que la Méditerranée réunit les peuples, les rapproche, et crée dans chaque civilisation une superposition de cultures qui invite à la bonne entente des peuples.
La cérémonie de clôture était tenue le 3 juillet et était produite également par la Fura dels Baus. Le chanteur espagnol David Bisbal a offert un concert peu avant la fin des Jeux.